# London Borough of Hillingdon

port lotniczy Londyn-Heathrow

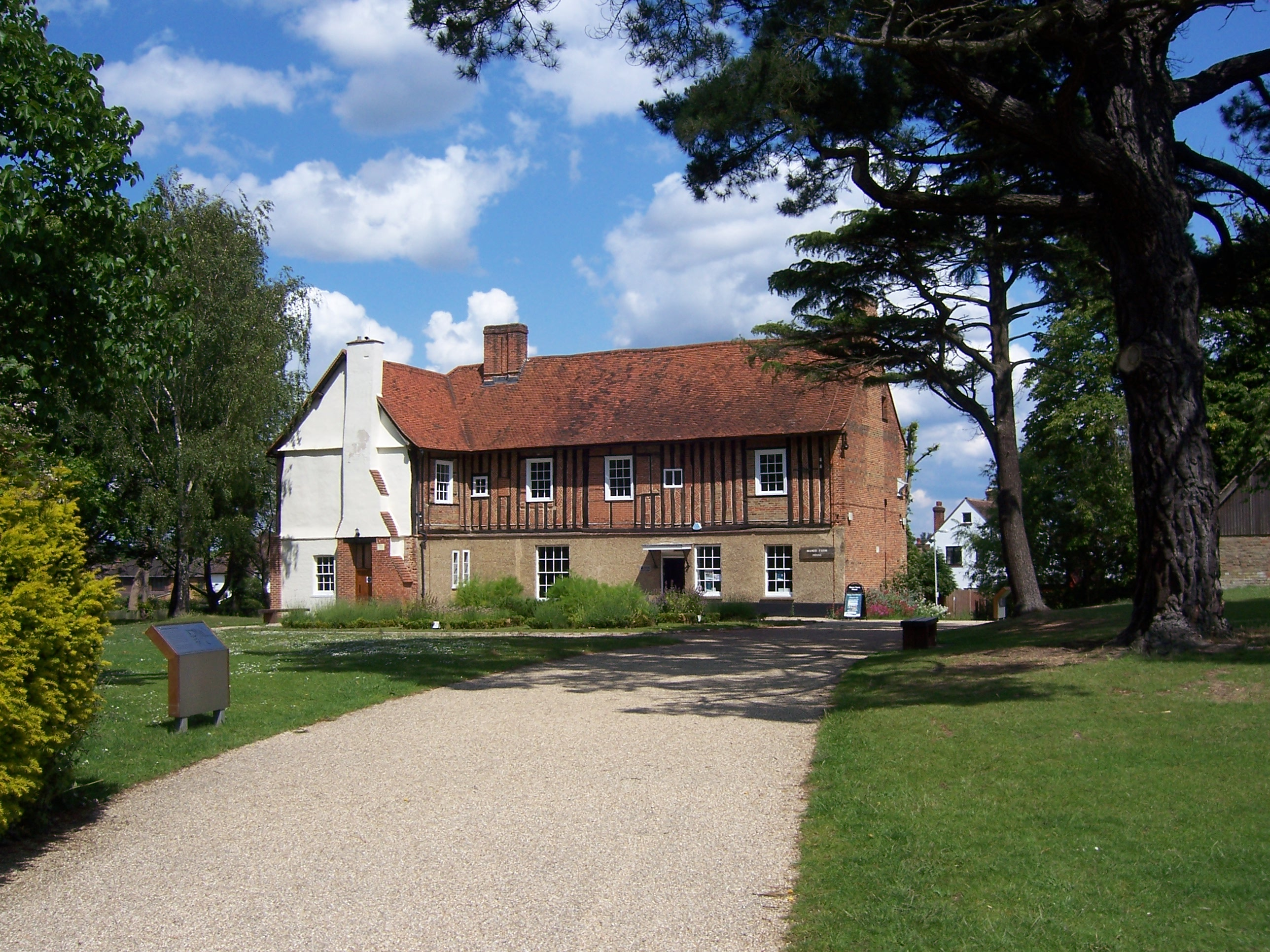
Manor Farm House Ruislip

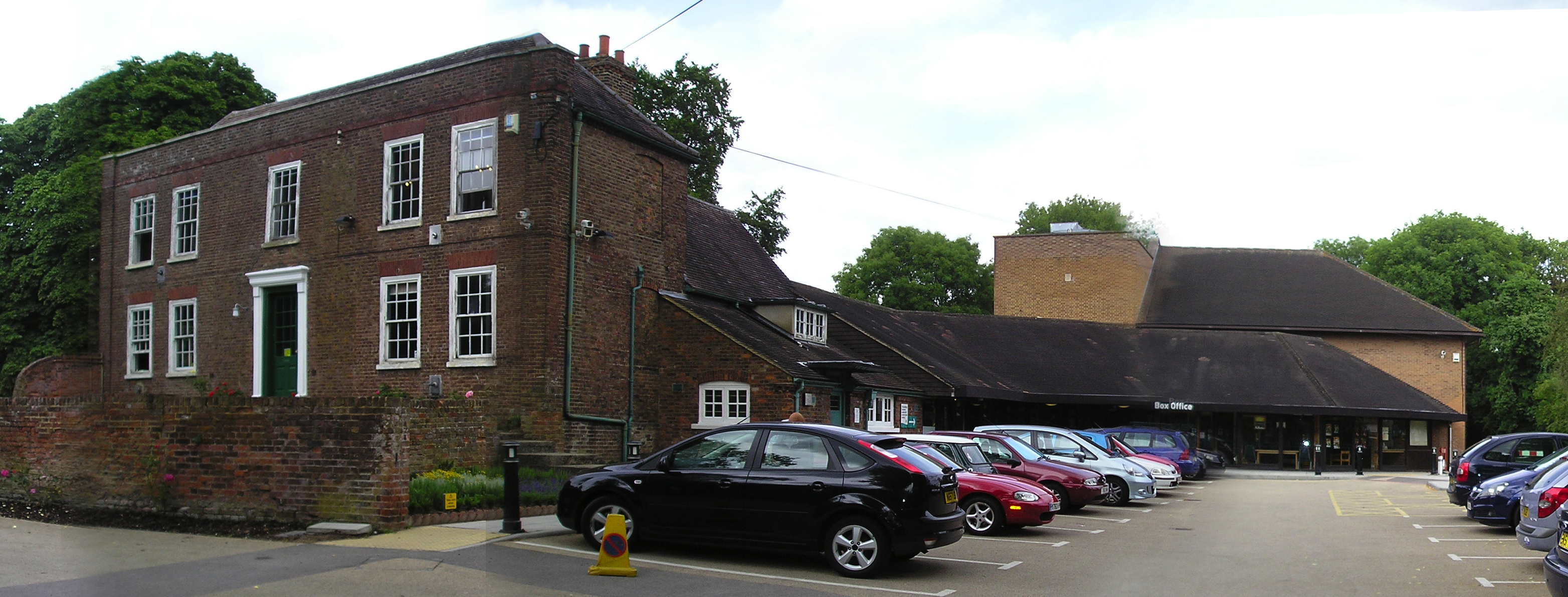
Compass Theatre

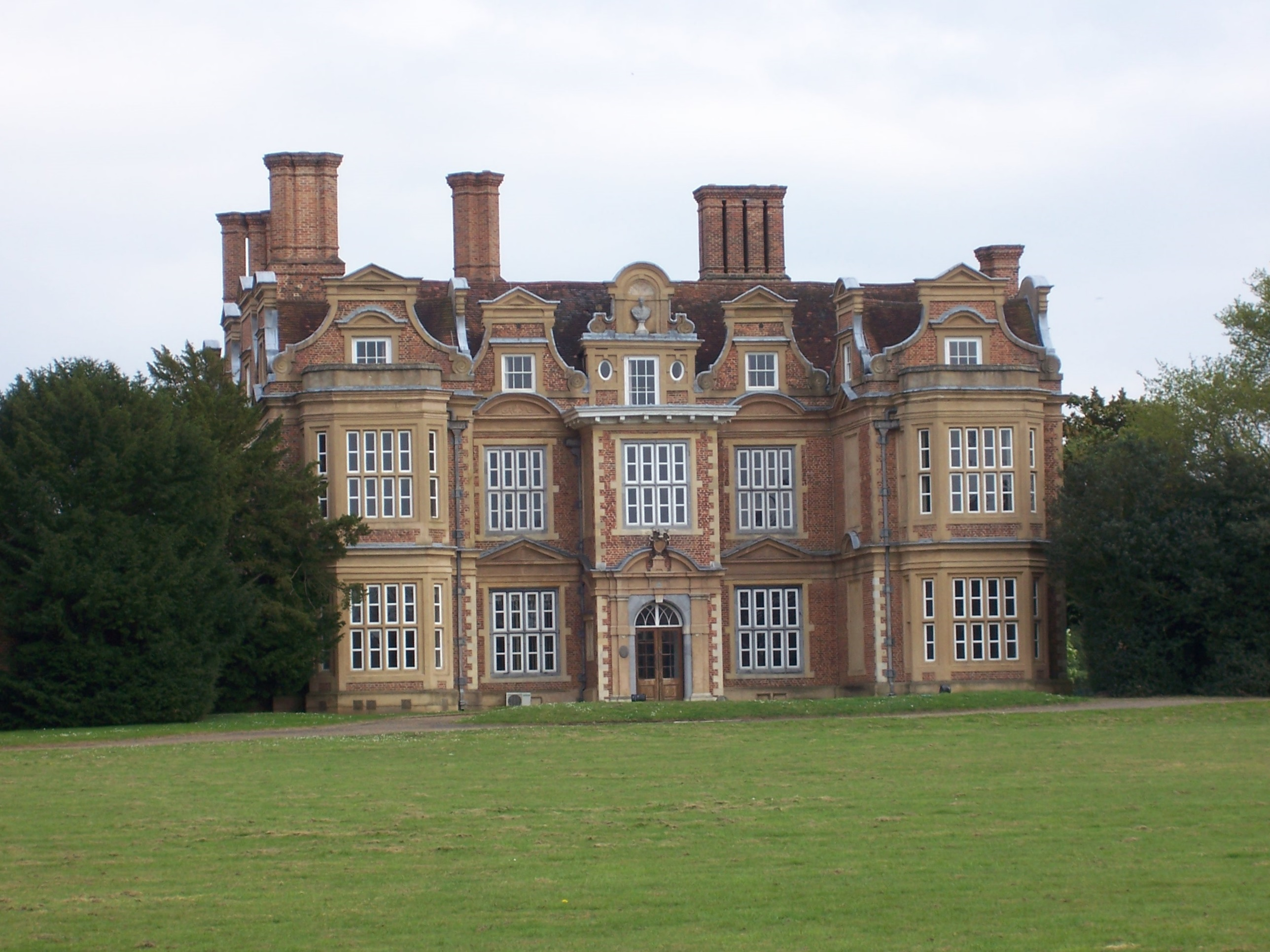
Swakeleys House

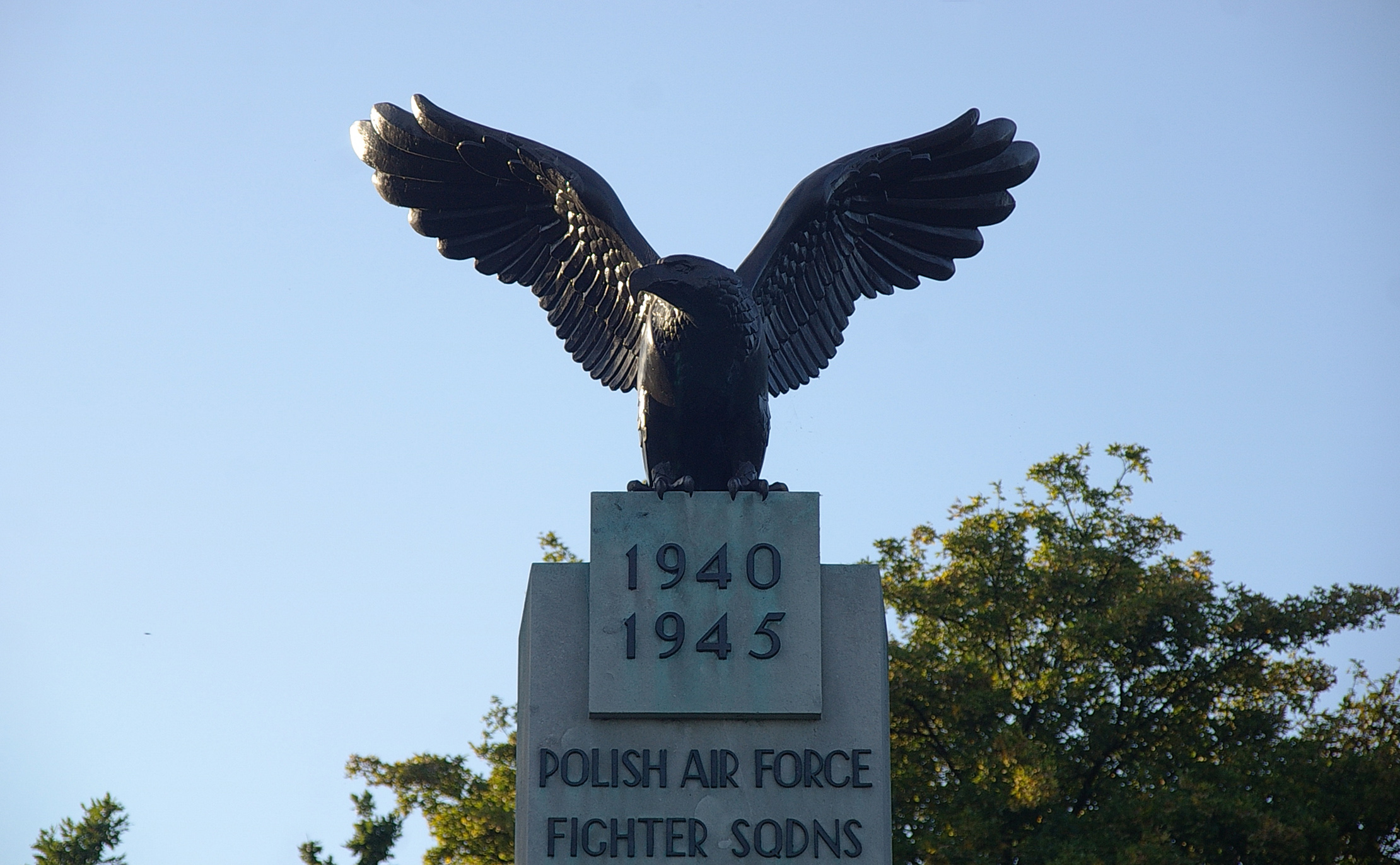
Polish War Memorial

London Borough of Hillingdon – jedna z 32 gmin Wielkiego Londynu położona w jego zachodniej części. Wraz z 19 innymi gminami wchodzi w skład tzw. Londynu Zewnętrznego. Władzę stanowi Rada Gminy Hillingdon (ang. Hillingdon Council).

## Historia
Gminę utworzono w 1965 roku na podstawie ustawy London Government Act 1963 z obszarów Hayes and Harlington (ang. Hayes and Harlington Urban District) i Ruislip-Northwood (ang.  Ruislip-Northwood Urban District) utworzonych w 1904 roku  oraz Yiewsley and West Drayton (ang. Yiewsley and West Drayton Urban District) utworzonego w 1911 roku i Uxbridge (ang. Municipal Borough of Uxbridge) utworzonego w 1955 roku. Na terenie gminy znajdowała się w jej początkowym okresie działania wytwórnia lotnicza Fairey Aviation Co. Ltd  założona w 1915 roku, która po przejęciach i podziałach obecnie funkcjonuje m.in. jako Williams Fairey Engineering Ltd. (WFEL) i Spectris plc.

## Geografia
Gmina Hillingdon ma powierzchnię 115,70 km², graniczy od wschodu z Harrow, Ealing i Hounslow, od południa z dystryktem Spelthorne w hrabstwie Surrey, od zachodu ze Slough w hrabstwie Berkshire oraz z dystryktem Buckinghamshire w hrabstwie Buckinghamshire, zaś od północy z dystryktem Three Rivers w hrabstwie Hertfordshire.
W skład gminy Hillingdon wchodzą następujące obszary:
| - Colham Green - Cowley - Cowley Peachy - Eastcote - Eastcote Village - Harefield - Harefield Grove - Harlington - Harmondsworth - Hayes - Hayes Town - Heathrow - Hill End - Hillingdon - Hillingdon Heath - Ickenham - Longford | - Newyears Green - North Hillingdon - Northwood - Northwood Hills - Ruislip - Ruislip Common - Ruislip Gardens - Ruislip Manor - Sipson - South Harefield - South Ruislip - Uxbridge - West Drayton - Wood End Green - Yeading (na granicy z Ealing) - Yiewsley |

Gmina dzieli się na 22 okręgi wyborcze które nie pokrywają się dokładnie z podziałem na obszary, zaś mieszczą się w trzech rejonach tzw. borough constituencies – Hayes and Harlington, Ruislip, Northwood and Pinner i Uxbridge and South Ruislip.
| - Barnhill (Hayes and Harlington) - Botwell (Hayes and Harlington) - Brunel (Uxbridge and South Ruislip) - Cavendish (Uxbridge and South Ruislip) - Charville (Hayes and Harlington) - Eastcote & East Ruislip (Ruislip, Northwood and Pinner) - Harefield (Ruislip, Northwood and Pinner) - Heathrow Villages (Hayes and Harlington) - Hillingdon East (Uxbridge and South Ruislip) - Ickenham (Ruislip, Northwood and Pinner) - Manor (Uxbridge and South Ruislip) | - Northwood (Ruislip, Northwood and Pinner) - Northwood Hills (Ruislip, Northwood and Pinner) - Pinkwell (Hayes and Harlington) - South Ruislip (Uxbridge and South Ruislip) - Townfield (Hayes and Harlington) - Uxbridge North (Uxbridge and South Ruislip) - Uxbridge South (Uxbridge and South Ruislip) - West Drayton (Hayes and Harlington) - West Ruislip (Ruislip, Northwood and Pinner) - Yeading (Hayes and Harlington) - Yiewsley (Uxbridge and South Ruislip) |

## Demografia
W 2011 roku gmina Hilingdon miała 273 936 mieszkańców.
Podział mieszkańców według grup etnicznych na podstawie spisu powszechnego z 2011 roku:
| - Biali Brytyjczycy: 142 916 (52,2%) - Biali Irlandczycy: 5 949 (2,2%) - Irish Travellers: 344 (0,1%) - Pozostali biali: 16 822 (6,1%) - Mieszani Karaibowie: 2 719 (1,0%) - Mieszani Afrykanie: 1 409 (0,5%) - Mieszani Azjaci: 3 602 (1,3%) - Pozostali mieszani: 2 749 (1,0%) - Hindusi: 36 795 (13,4%) | - Pakistańczycy: 9 200 (3,4%) - Banglijczycy: 2 639 (1,0%) - Chińczycy: 2 889 (1,1%) - Pozostali Azjaci: 17 730 (6,5%) - Czarni Afrykanie: 11 275 (4,1%) - Czarni Karaibowie: 4 615 (1,7%) - Pozostali czarni: 4 192 (1,5%) - Arabowie: 2 925 (1,1%) - Pozostałe grupy etniczne: 5 166 (1,9%) |

Podział mieszkańców według wyznania na podstawie spisu powszechnego z 2011 roku:
- Chrześcijaństwo –  49,2%
- Islam – 10,6%
- Hinduizm – 8,0%
- Judaizm – 0,6%
- Buddyzm – 0,9%
- Sikhizm – 6,7%
- Pozostałe religie – 0,6%
- Bez religii – 17,0%
- Nie podana religia – 6,4%

Podział mieszkańców według miejsca urodzenia na podstawie spisu powszechnego z 2011 roku:
| - Wielka Brytania (191 859 – 70,04%) - Indie (15 617 – 5,70%) - Pakistan (4 825 – 1,76%) - Irlandia (4 324 – 1,58%) - Sri Lanka (4 290 – 1,57%) - Polska (4 243 – 1,55%) - Kenia (3 612 – 1,32%) - Somalia (3 130 – 1,14%) - Niemcy (1 368 – 0,50%) - Bangladesz (1 352 – 0,49%) - Nigeria (1 350 – 0,49%) - Filipiny (1 142 – 0,42%) - Portugalia (1 084 – 0,40%) - Chiny (1 062 – 0,39%) | - Południowa Afryka (1 074 – 0,39%) - Litwa (921 – 0,34%) - Iran (910 – 0,33%) - Rumunia (850 – 0,31%) - Zimbabwe (849 – 0,31%) - Jamajka (802 – 0,29%) - Stany Zjednoczone (775 – 0,28%) - Włochy (746 – 0,27%) - Francja (673 – 0,25%) - Ghana (568 – 0,21%) - Hiszpania (500 – 0,18%) - Turcja (403 – 0,15%) - Australia (372 – 0,14%) - pozostali (25 235 – 9,21%) |

## Transport

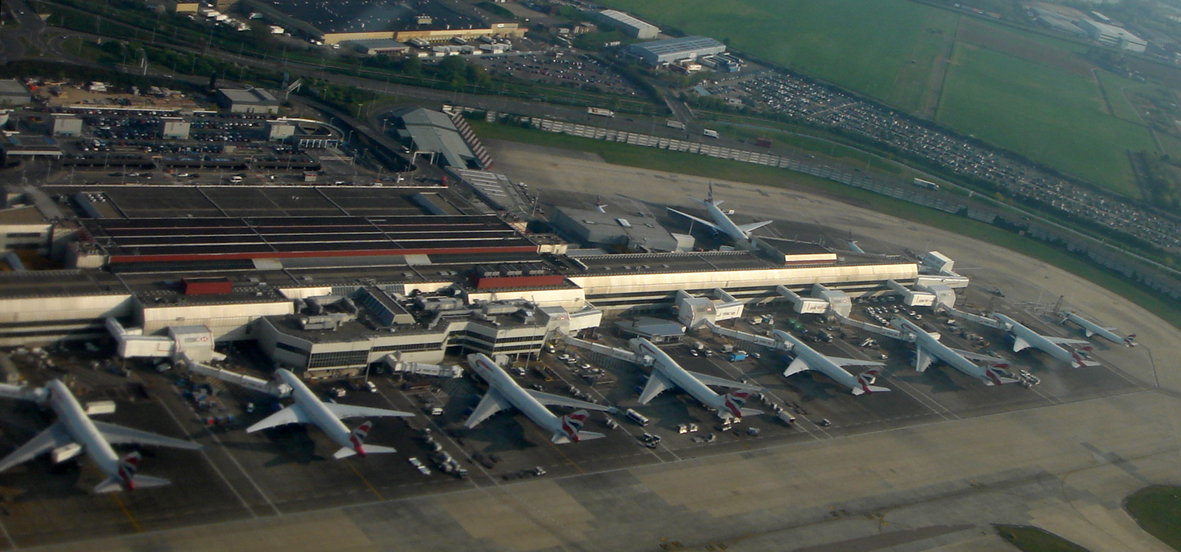
port lotniczy Londyn-Heathrow

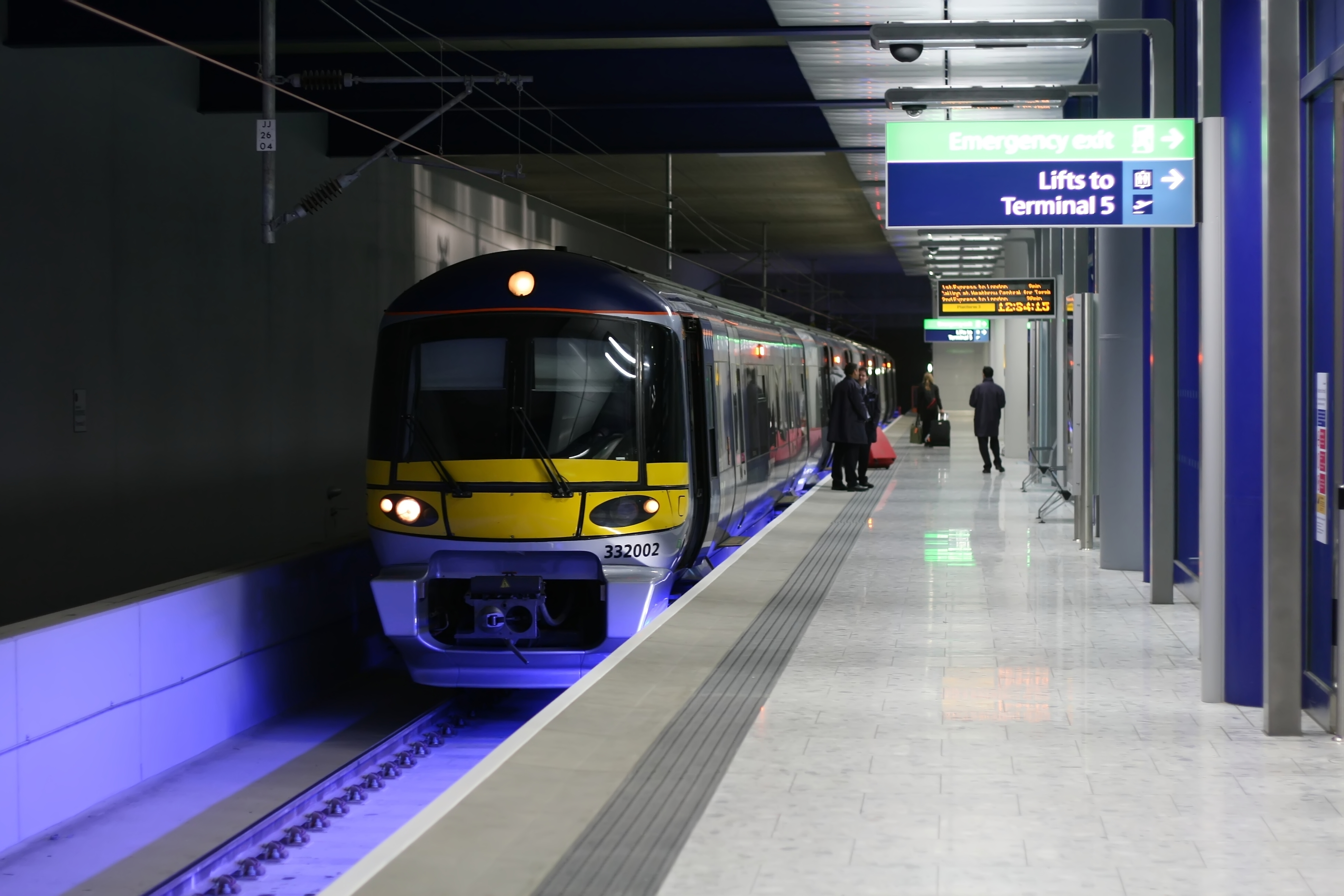
stacja Heathrow Terminal 5

Na terenie Hillingdon znajduje się port lotniczy Londyn-Heathrow.
Przez Hillingdon przebiegają trzy linie metra: Central Line, Metropolitan Line i Piccadilly line.
Stacje metra:
- Eastcote – Metropolitan Line i Piccadilly line
- Hatton Cross (na granicy z Hounslow) – Piccadilly line
- Heathrow Terminals 1, 2, 3 – Piccadilly line
- Heathrow Terminal 4 – Piccadilly line
- Heathrow Terminal 5 – Piccadilly line
- Hillingdon - Metropolitan Line i Piccadilly line
- Ickenham - Metropolitan Line i Piccadilly line
- Northwood - Metropolitan Line
- Northwood Hills - Metropolitan Line
- Ruislip - Metropolitan Line i Piccadilly line
- Ruislip Gardens – Central Line
- Ruislip Manor - Metropolitan Line i Piccadilly line
- South Ruislip – Central Line
- Uxbridge - Metropolitan Line i Piccadilly line
- West Ruislip – Central Line

Pasażerskie połączenia kolejowe na terenie Hillingdon obsługują przewoźnicy: Chiltern Railways, First Great Western, Heathrow Connect i Heathrow Express.  
Stacje kolejowe:
- Hayes and Harlington
- Heathrow Terminals 1, 2, 3
- Heathrow Terminal 4
- Heathrow Terminal 5
- South Ruislip
- West Drayton
- West Ruislip

## Miejsca i muzea
- London Motor Museum[15]

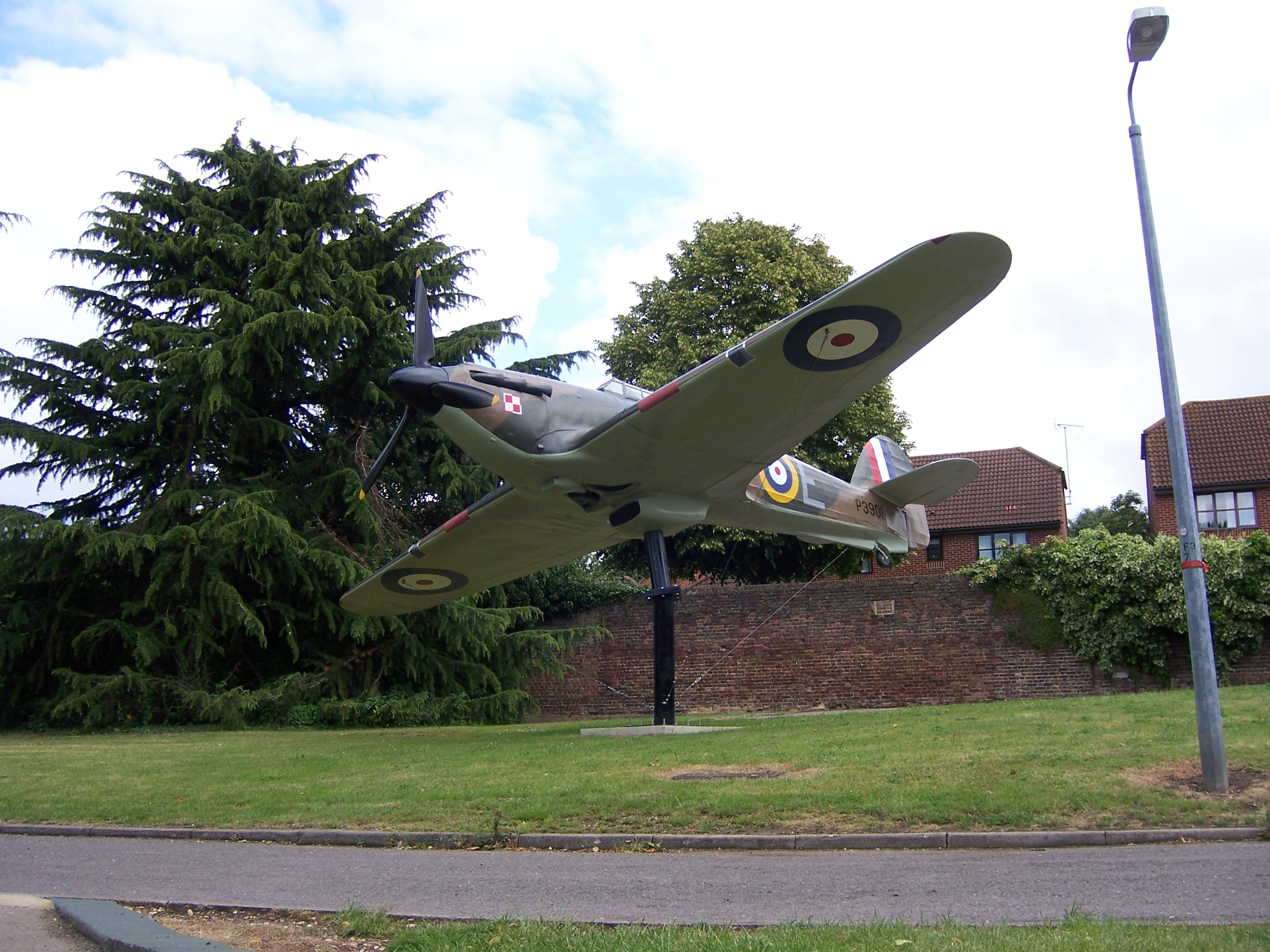
Hawker Hurricane przed Battle of Britain Bunker

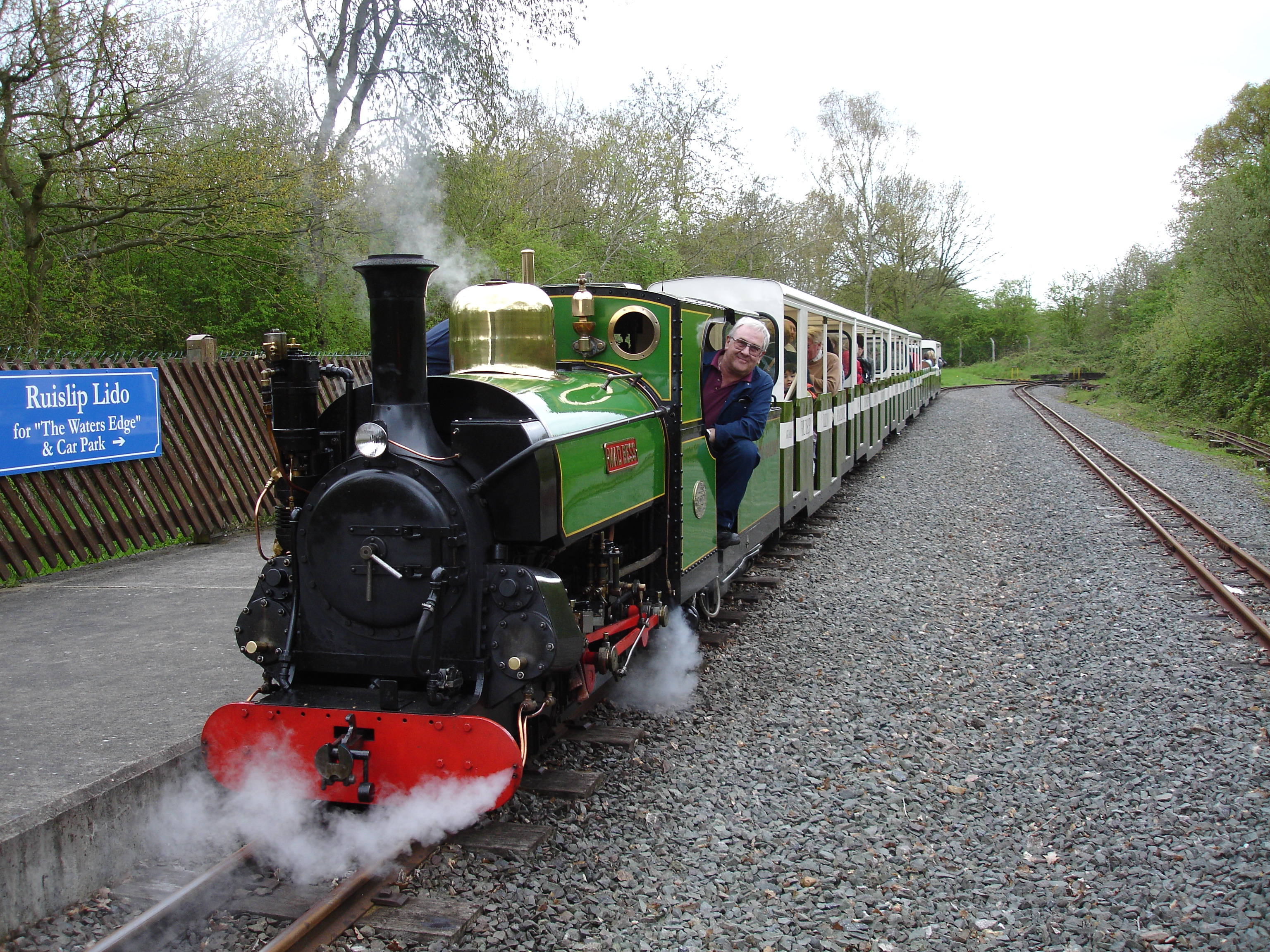
Ruislip Lido Railway

- Battle of Britain Bunker[16] w bazie lotniczej RAF Northolt – przed wejściem do  Battle of Britain Bunker umieszczono samolot Hawker Hurricane w barwach Dywizjonu 303
- Polish War Memorial
- Ruislip Lido Railway[17]
- Manor Farm Ruislip[18]
- Beck Theatre[19]
- Compass Theatre[20]
- Winston Churchill Hall[21]
- Swakeleys House[22]
- kościół St Martin’s[23]
- Holland & Holland Shooting School[24]
- Heathpark Golf Club[25]
- Stockley Park Golf[26]
- Hillingdon Golf Course[27]
- Haste Hill Golf Club[28]
- Northwood Golf Course[29]
- Ruislip Golf Course[30]
- Uxbridge Golf Course[31]

## Edukacja
- Brunel University[32]
- Uxbridge College[33]

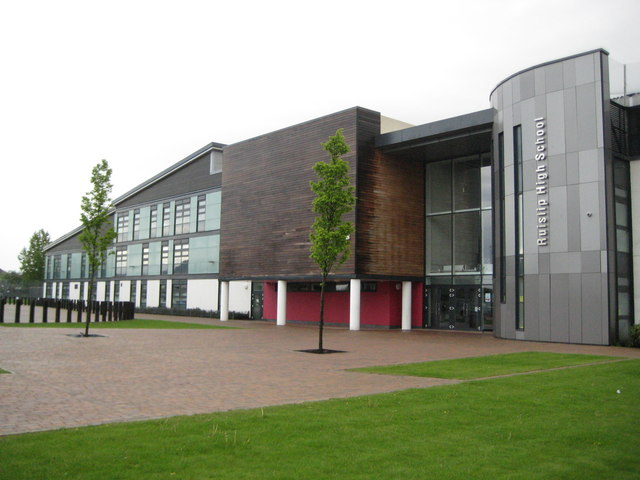
Ruislip High School

- Buckinghamshire New University (Uxbridge Campus)[34]
- Capital School of Business & Management[35]
- Abbotsfield School for Boys[36]
- Barnhill Community High[37]
- Bishop Ramsey CE School[38]
- Bishopshalt School[39]
- Douay Martyrs School[40]
- Guru Nanak Secondary School[41]
- Harefield Academy[42]
- Harlington Community School[43]
- Haydon School[44]
- Rosedale Hewens Academy Trust[45]
- Northwood School[46]
- Queensmead School[47]
- Rosedale College[48]
- Ruislip High School[49]
- Stockley Academy[50]
- Swakeleys School[51]
- Uxbridge High School[52]
- Vyners School[53]
- ACS International Schools[54]
- St. Helen's School[55]
- Northwood College[56]

## Znane osoby
W Hillingdon urodzili się m.in.
- Andy Serkis – aktor
- Ron Wood – gitarzysta i basista rockowy
- Jane Seymour – aktorka
- Glenn Hoddle – trener piłkarski i były piłkarz
- Don Thompson – lekkoatleta
- Gregory Harold Johnson – pilot wojskowy, członek korpusu astronautów NASA
- William Dickson – brytyjski wojskowy, marszałek RAF
- Derek Jarman – reżyser filmowy, malarz, scenarzysta, scenograf, poeta i pisarz
- Ray Wilkins – piłkarz
- Roger Hilton – malarz
- Penny Rimbaud – perkusista, poeta, pisarz